# Президентские выборы в Чили (1866)
Президентские выборы в Чили проходили 15 июня 1866 года по системе выборщиков. Президентом был переизбран Хосе Хоакин Перес, который вновь выступал кандидатом от союза консерваторов и либералов. В выборах участвовал Педро Леон, кандидат от новой Радикальной партии Чили.

## Результаты
| Кандидат          | Партия                         | Голоса | %      |
| Хосе Хоакин Перес | Либерально-консервативной союз | 191    | 88,02% |
| ----------------- | ------------------------------ | ------ | ------ |
| Мануэль Булнес    | консерватор                    | 15     | 6,91%  |
| Педро Леон        | Радикальная партия             | 11     | 5,07%  |
| Всего             |                                | 217    | 100%   |